# Vysočany (Manětín)
Vysočany (německy Wisotschan) jsou vesnice, část města Manětín v severní části okresu Plzeň-sever v Plzeňském kraji. Katastrální území Vysočany u Manětína měří 396,87 hektaru.

## Název
Název vesnice je odvozen ze spojení ves vysočanů, tj. lidí žijících na vysokém místě. V historických pramenech se objevuje ve tvarech: Wiszochant (1252), in Wyssoczan (1378), Wysocziany (1487), Wysoczany (1510, 1558), Wysoczanj (1642), Wisocžan a Wysocžany (1785) a Wisotschan (1838).

## Historie
První písemná zmínka o vesnici pochází z roku 1252.

## Přírodní poměry
Vysočany se rozkládají na planině ohraničené z východu, jihu a západu hlubokými údolími Střely, Manětínského potoka a Hrádeckého potoka. Ves leží čtyři kilometry severovýchodně od Manětína na západním okraji přírodního parku Horní Střela. Vysočany sousedí na severu s Kotanečí, na jihovýchodě s osadou Kocanda a Frantovým Mlýnem, na západě s Brdem a Hrádkem.

## Obyvatelstvo
Při sčítání lidu v roce 1921 zde žilo 104 obyvatel (z toho 46 mužů), z nichž bylo jedenáct Čechoslováků a 93 Němců. Všichni se hlásili k římskokatolické církvi. Podle sčítání lidu z roku 1930 měla vesnice 107 obyvatel: čtrnáct Čechoslováků a 93 Němců. Kromě jednoho člena církve československé byli římskými katolíky.
| Rok            | 1869 | 1880 | 1890 | 1900 | 1910 | 1921 | 1930 | 1950 | 1961 | 1970 | 1980 | 1991 | 2001 | 2011 | 2021 |
| -------------- | ---- | ---- | ---- | ---- | ---- | ---- | ---- | ---- | ---- | ---- | ---- | ---- | ---- | ---- | ---- |
| Počet obyvatel | 131  | 135  | 112  | 106  | 116  | 104  | 107  | 49   | 49   | 41   | 19   | 11   | 13   | 10   | 16   |
| Počet domů     | 17   | 18   | 18   | 19   | 19   | 20   | 21   | 15   | 15   | 9    | 7    | 7    | 8    | 10   | 11   |

## Obecní správa
Při sčítání lidu v letech 1850–1959 Vysočany byly samostatnou obcí, se kterým patřily nejprve do okresu Kralovice, ale v roce 1950 v okrese Plasy. Od 1. ledna 1960 je částí města Manětín v okrese Plzeň-sever. V roce 1869 k obci patřil Kotaneč a v letech 1850–1890 také Hrádek.

## Pamětihodnosti
- socha svatého Jana Nepomuckého

## Galerie

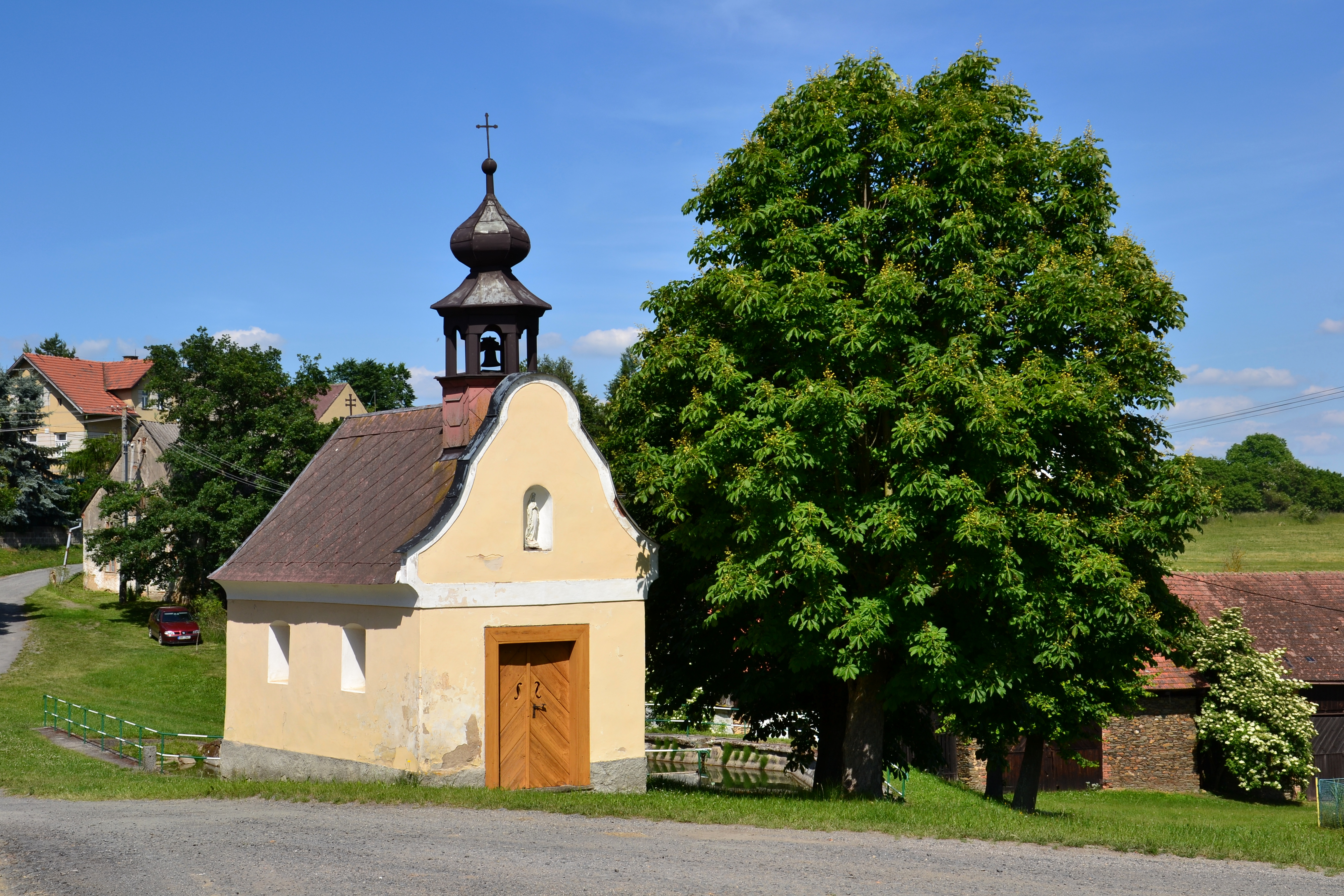
Kaple
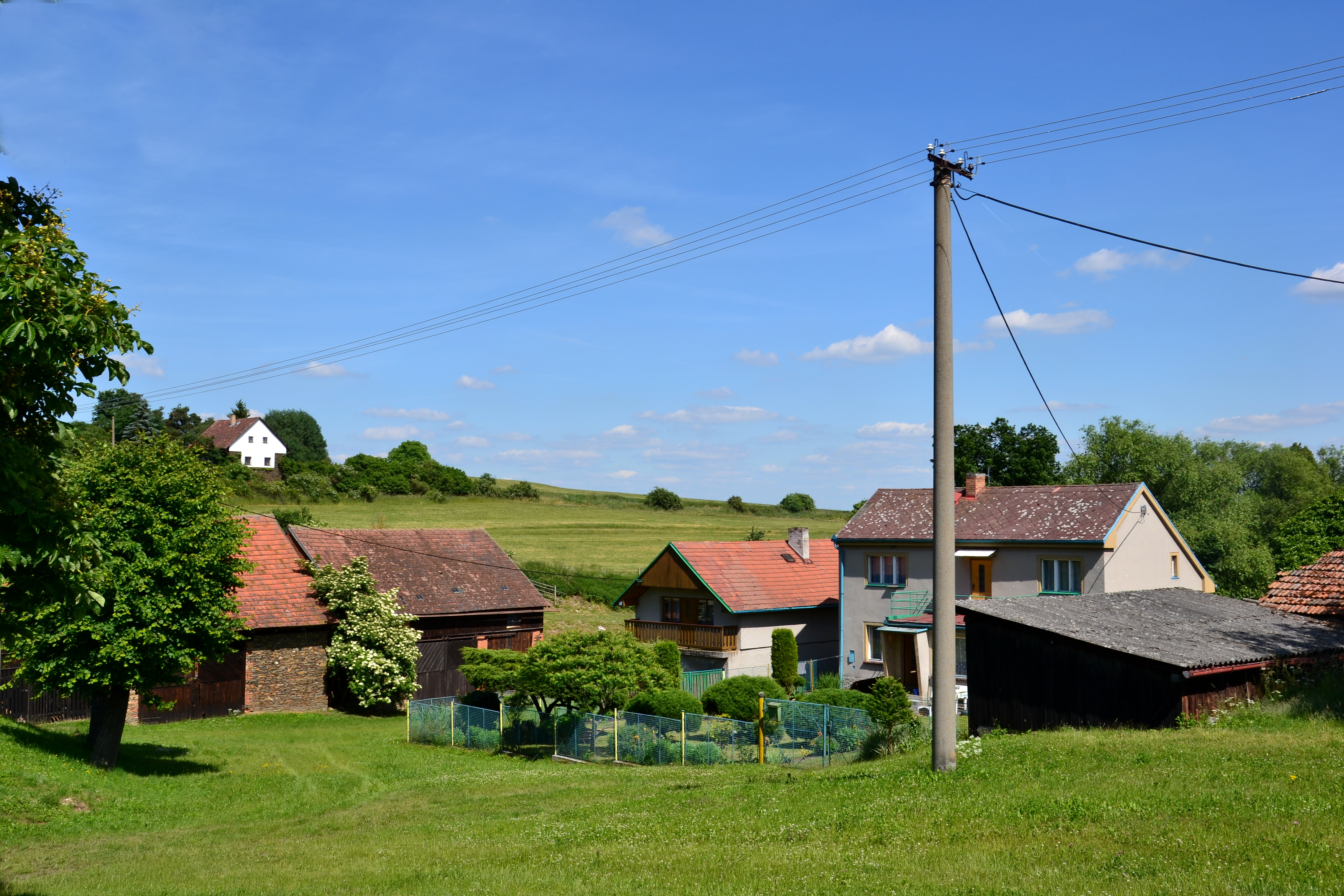
Dolní okraj návsi
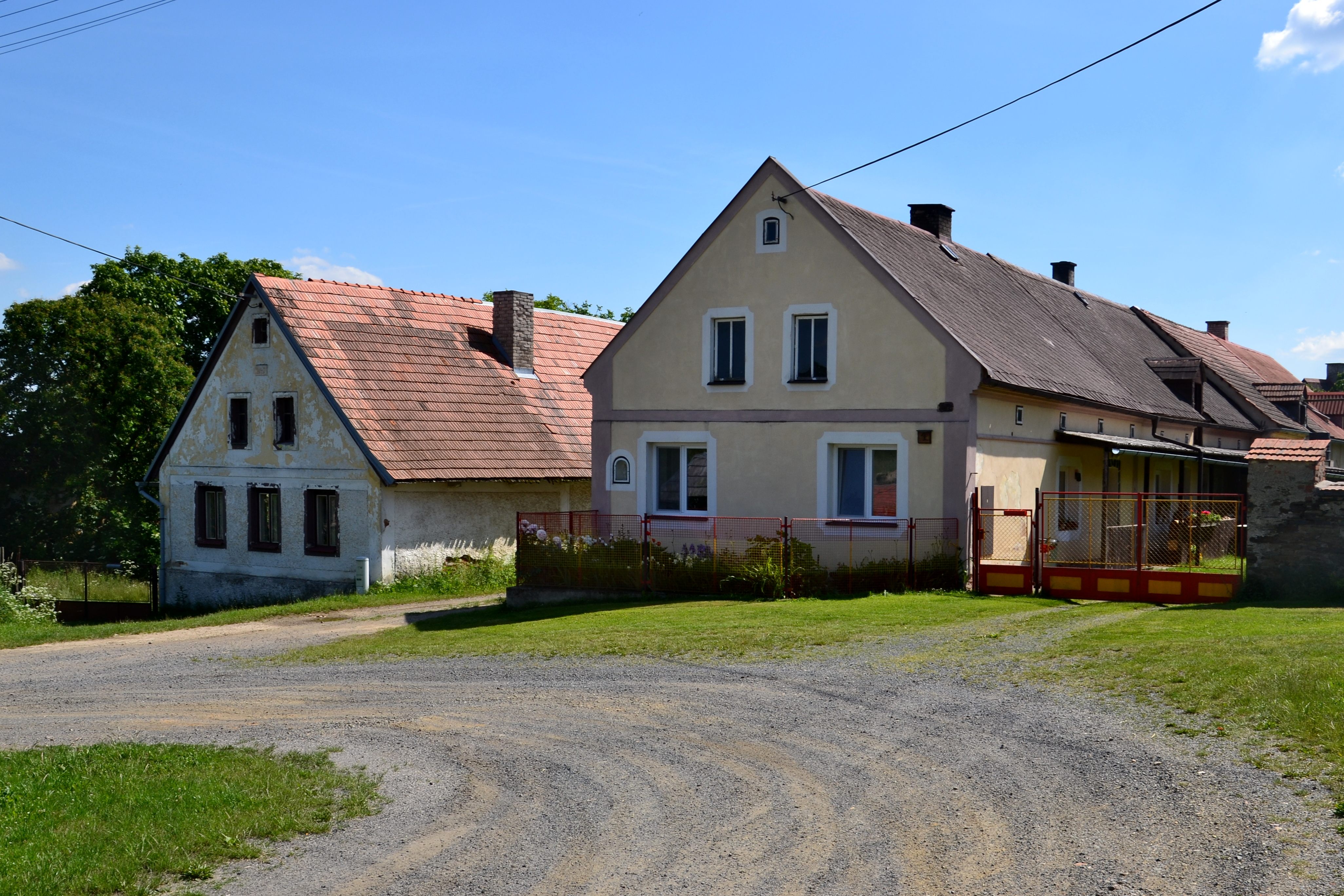
Domy na návsi
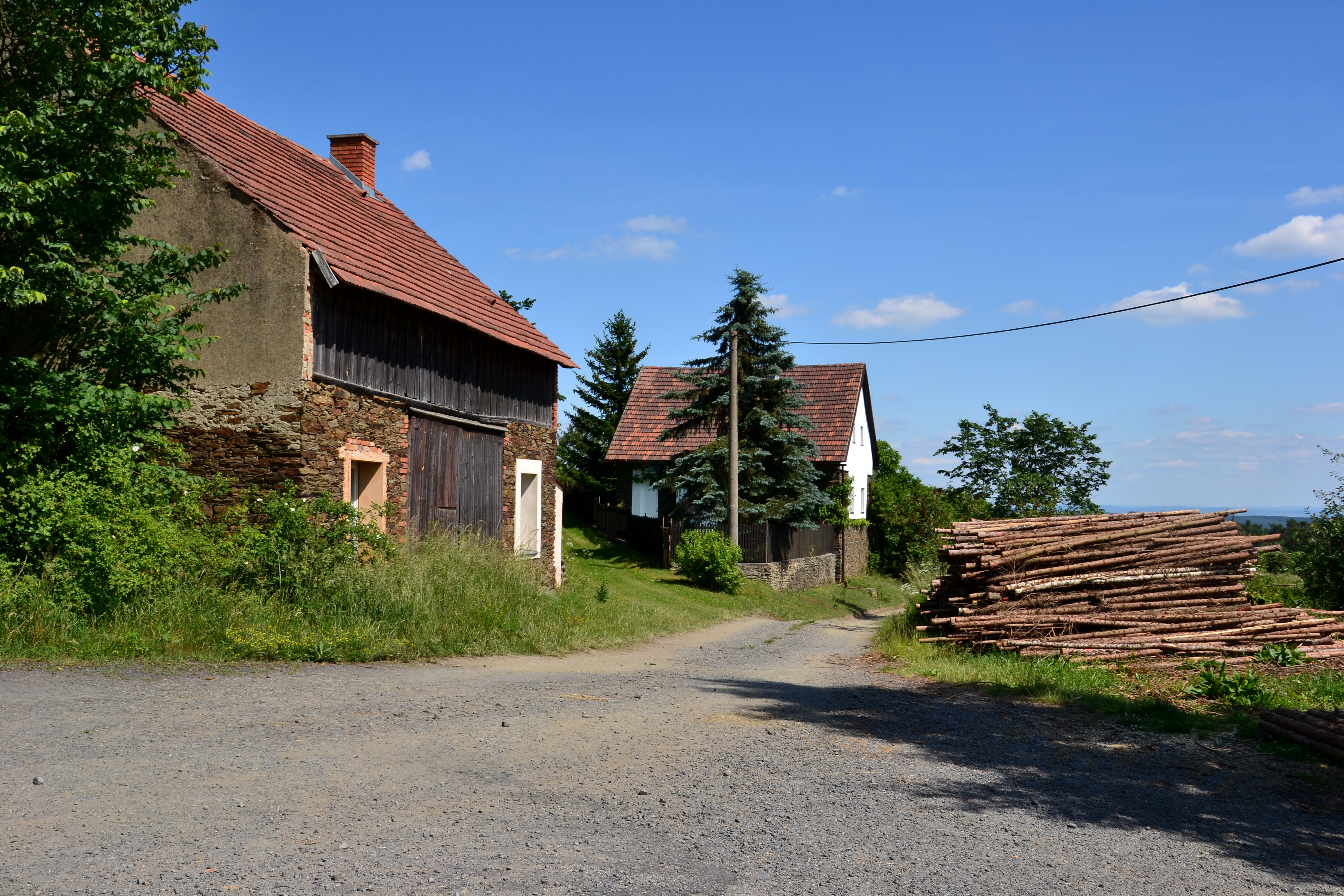
Severní okraj vesnice
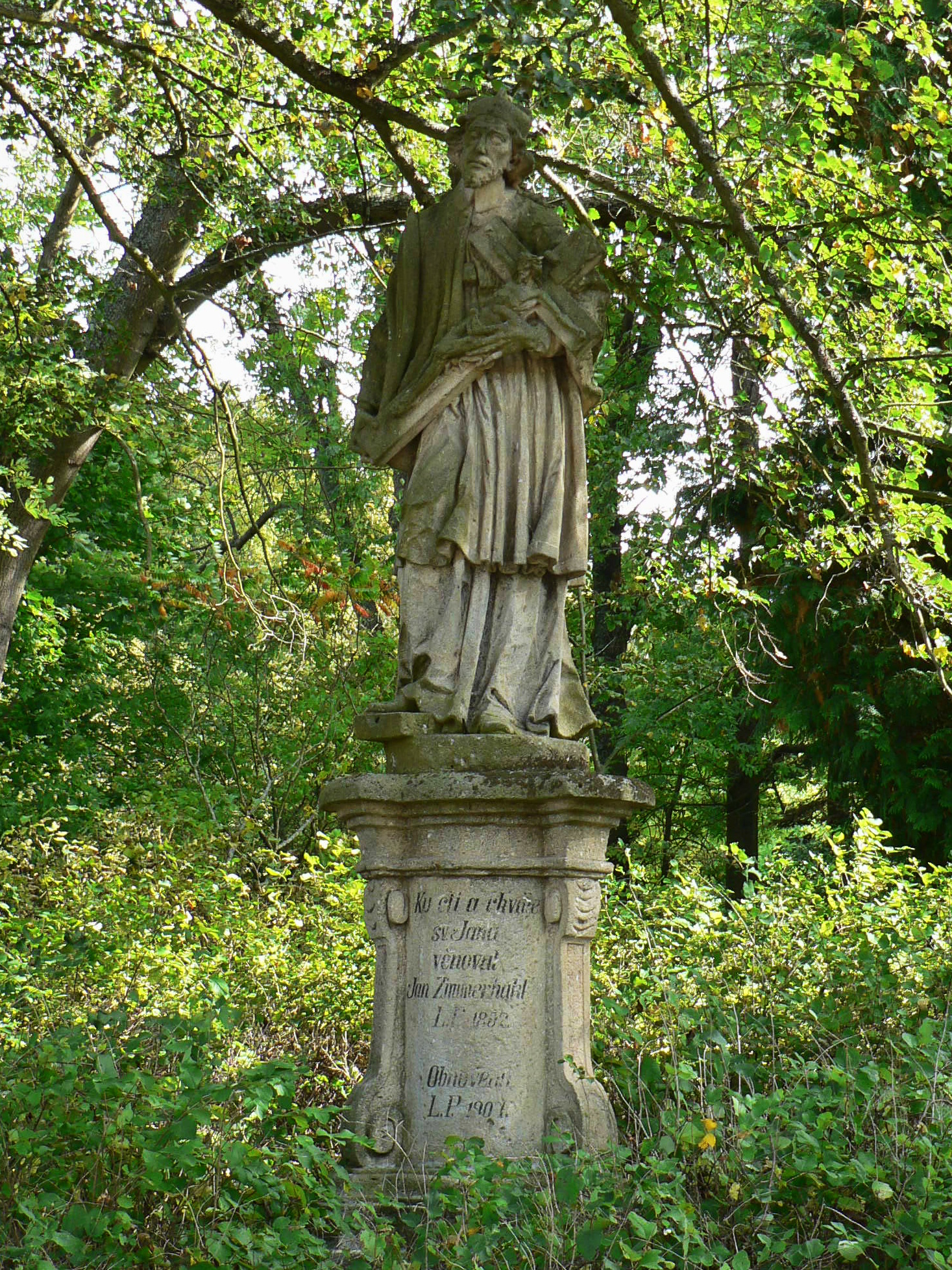
Socha svatého Jana Nepomuckého